# Kåre Bluitgen
Kåre Bluitgen, né le 10 mai 1959 à Birkerød, est un auteur et journaliste danois dont les travaux incluent une biographie de Mahomet.

## Biographie
Quand il a écrit Koranen og profeten Muhammeds liv, il a apparemment eu des difficultés à trouver des illustrateurs pour dessiner Mahomet pour le livre, ceux-ci craignant des représailles des extrémistes islamiques. L'auteur attribue cela à l'assassinat de Theo van Gogh.
Flemming Rose, rédacteur en chef des pages culture du quotidien Jyllands-Posten, a répondu en demandant à 40 illustrateurs de faire les dessins de Mahomet. 12 ont répondu et ont été édités dans le journal, le 30 septembre 2005. Ces 12 dessins sont à l'origine de la polémique des caricatures de Mahomet.
En février 2015, il sort Le Meilleur Livre, un roman satirique sur l'Arabie au VIIe siècle. Plusieurs pages provoquent la polémique, notamment celles où il décrit Mahomet comme un « bouc ivre […] un moment sexuellement impuissant […] marié à une fille de 9 ans ». Il déclare ne pas avoir peur des fanatiques, alors que les fusillades de Copenhague, des attentats perpétrés par des terroristes islamistes, ont eu lieu quelques jours plus tôt (son livre était en préparation depuis 4 ans et sa date de sortie déjà prévue avant les évènements) ; il déclare notamment : « je défends bec et ongles la liberté d'expression, qui n'a jamais été sous une si forte pression ».

## Œuvres
- Koranen og profeten Muhammeds liv,  (ISBN 87-638-0049-7)
- Le Meilleur Livre (2015)